# Lata 1910–1919
Lata 1910–1919
lub Lata 10. XX wieku
Stulecia: XIX wiek ~ XX wiek ~ XXI wiek
Dziesięciolecia: 1860–1869 « 1870–1879 « 1880–1889 « 1890–1899 « 1900–1909 « 1910–1919 » 1920–1929 » 1930–1939 » 1940–1949 » 1950–1959 » 1960–1969
Lata: 1910 • 1911 • 1912 • 1913 • 1914 • 1915 • 1916 • 1917 • 1918 • 1919

## Wydarzenia
W Polsce

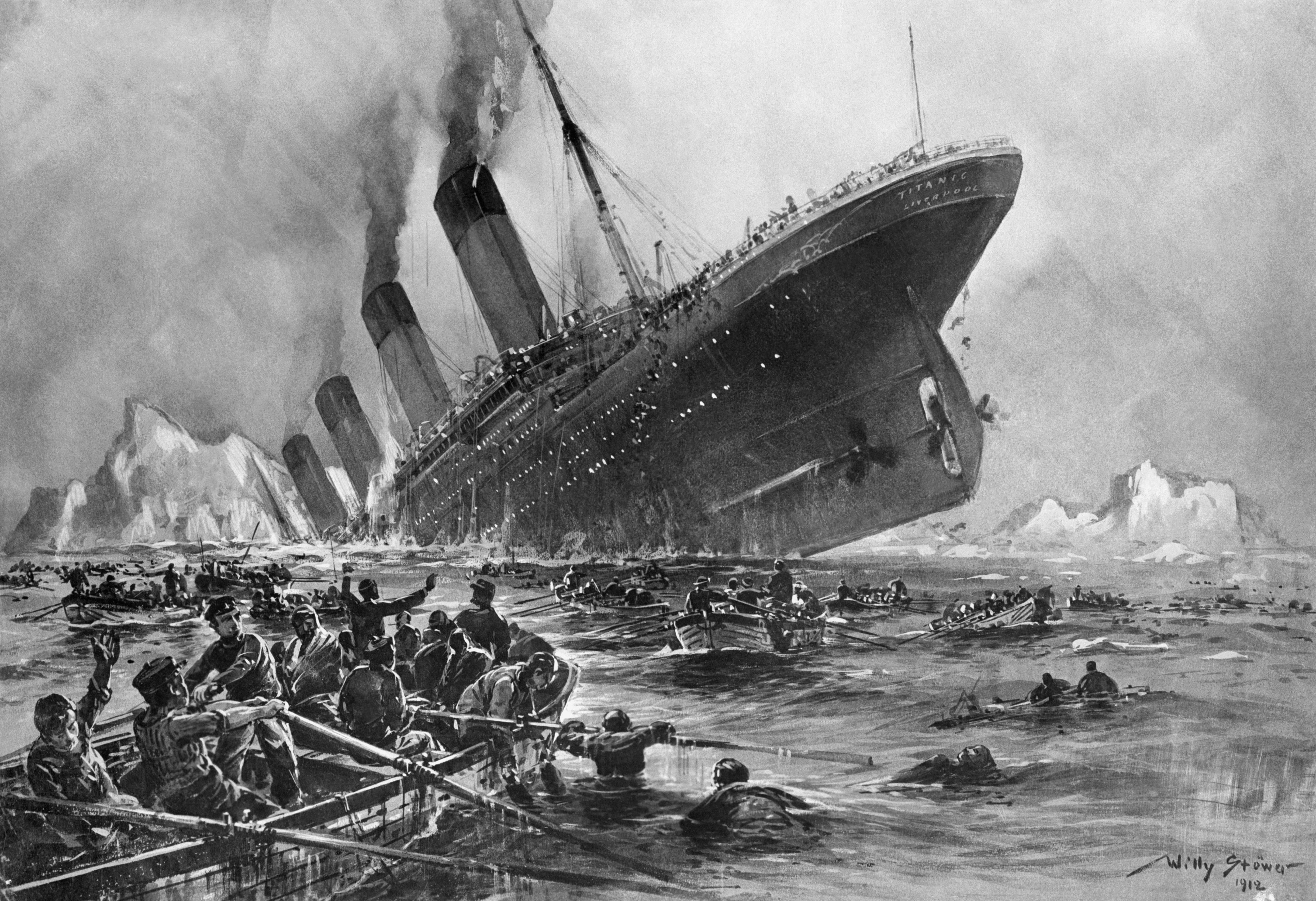
Zatonięcie Titanica 15 kwietnia 1912

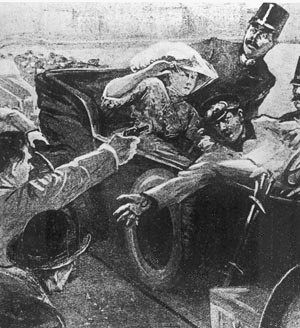
Zamach w Sarajewie

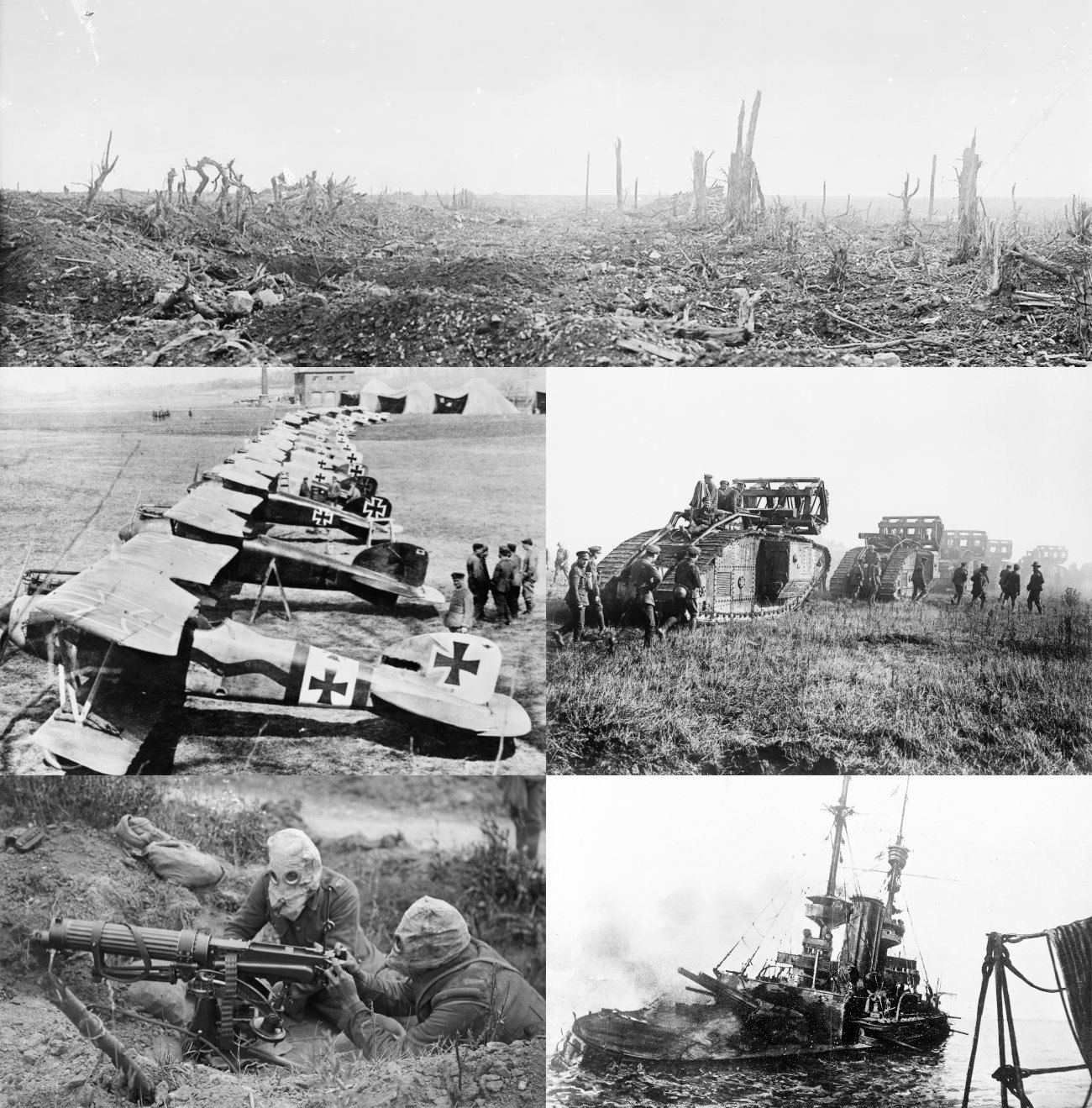
I wojna światowa

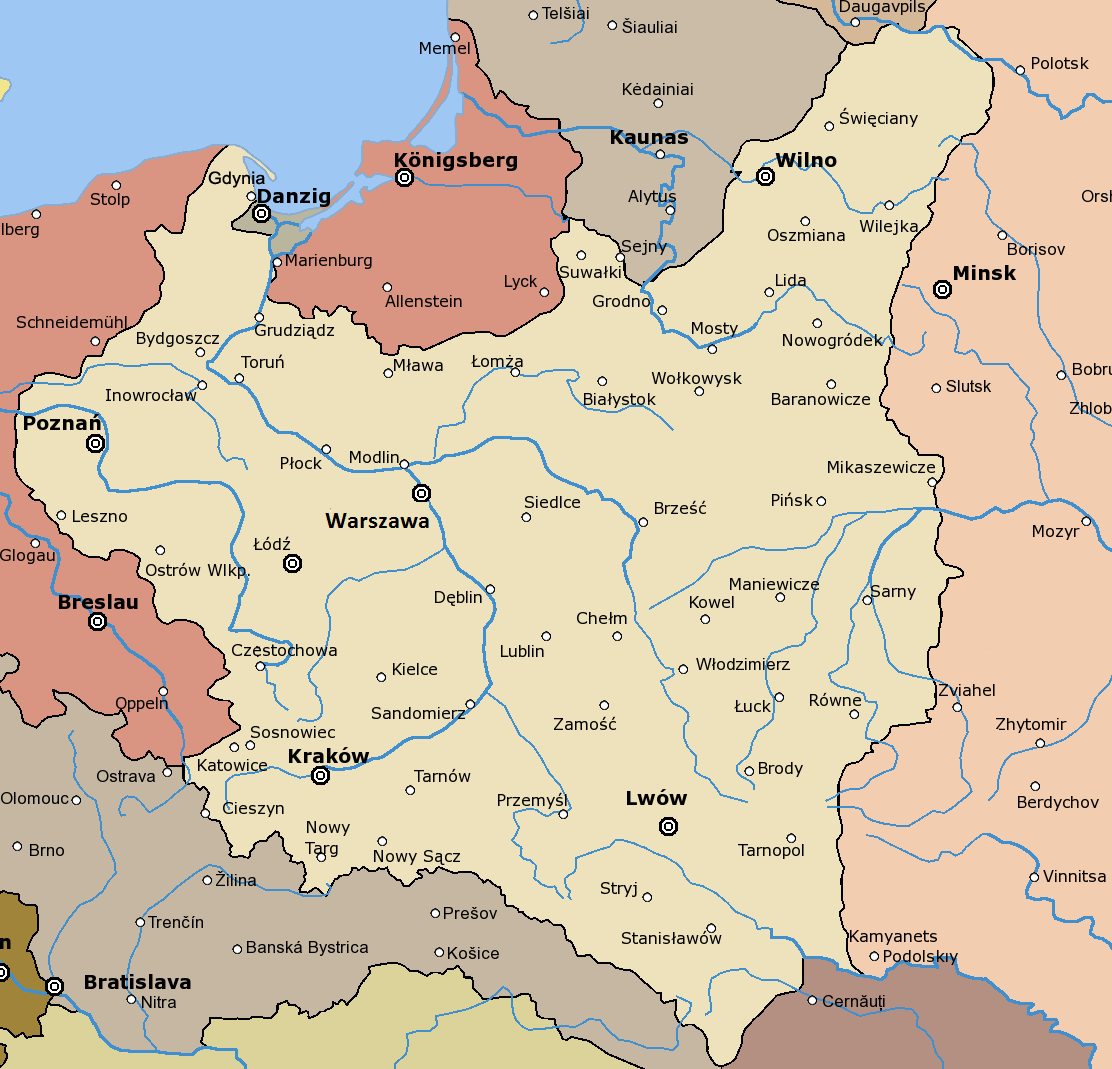
Polska odzyskuje niepodległość 11 listopada 1918

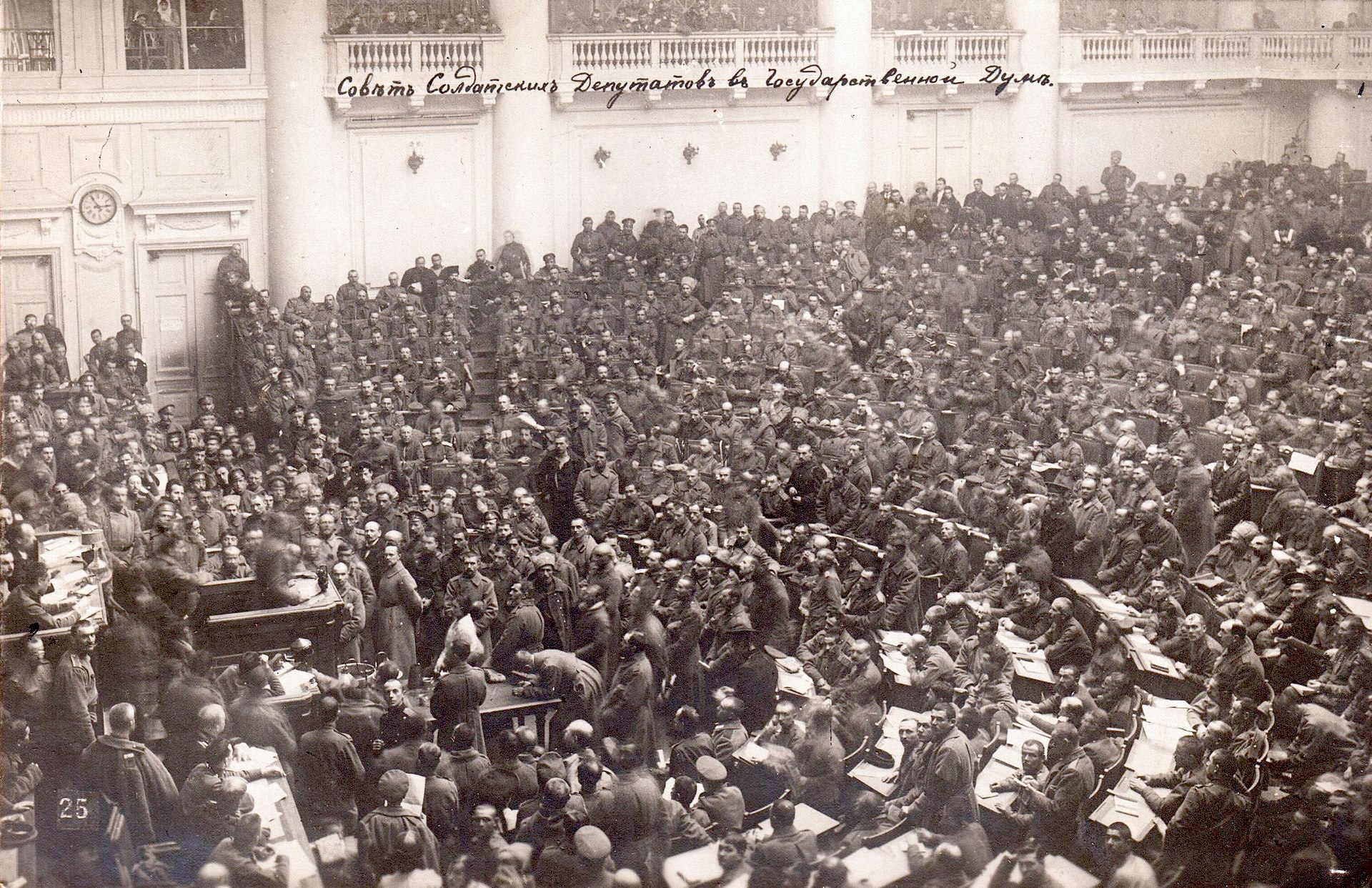
Rewolucja październikowa w 1917

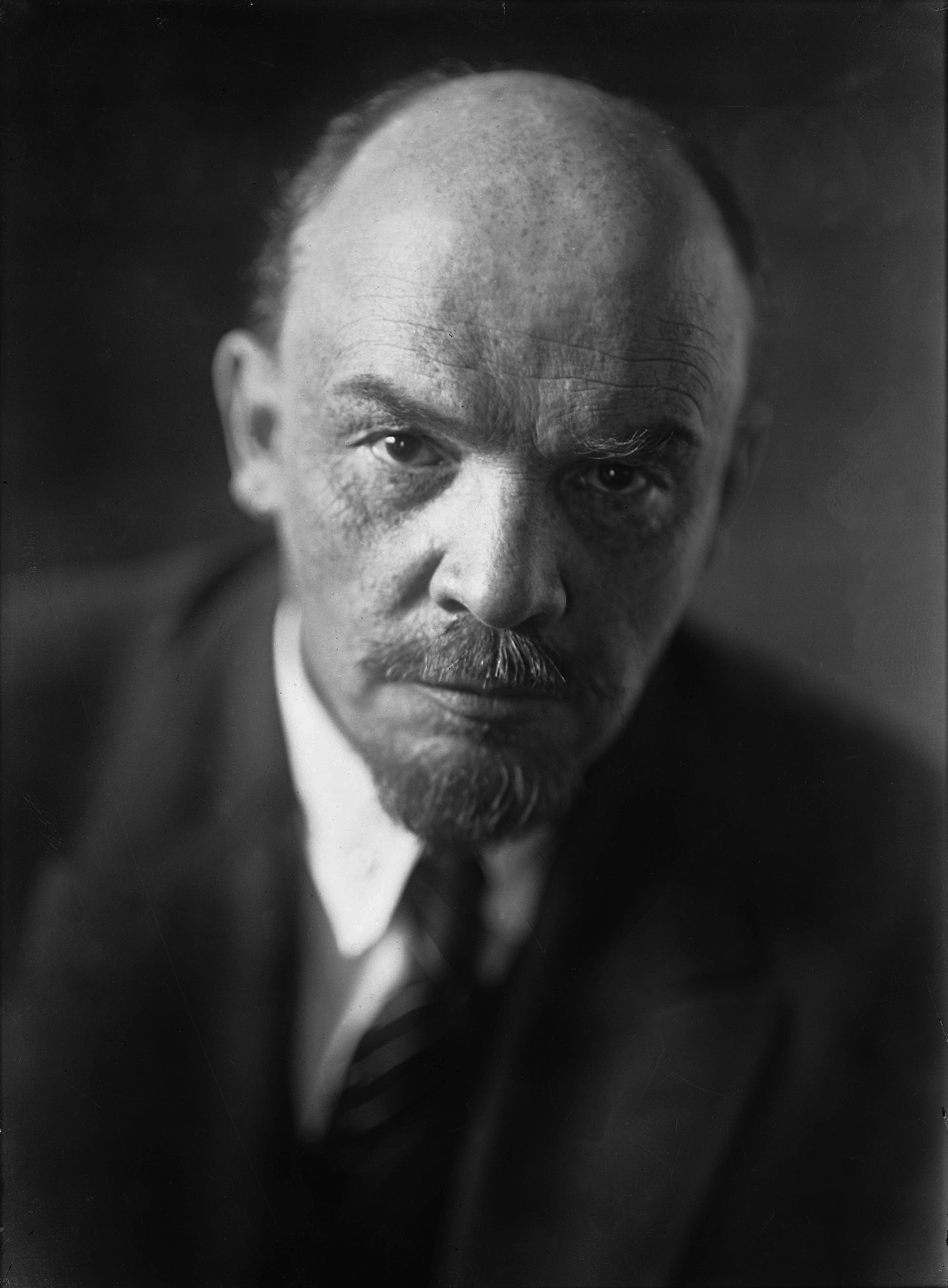
Włodzimierz Lenin

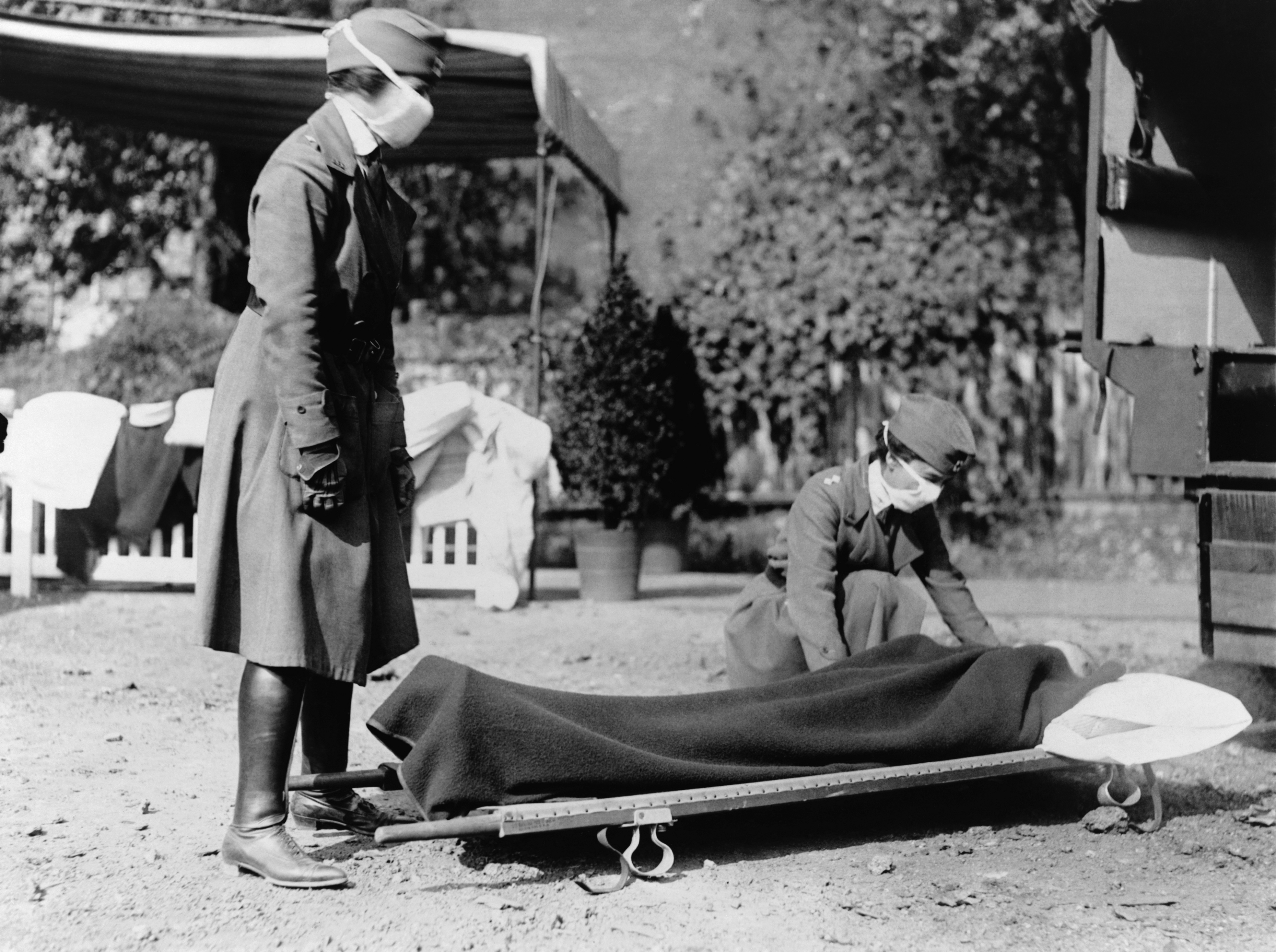
Pandemia grypy hiszpanki

- 1918 – odrodzenie państwa polskiego.
- Powstanie wielkopolskie.

Na świecie
- 1910 – początek rewolucji meksykańskiej.
- 1912 – Zatonięcie Titanica.
- 1912–1913– Wojny bałkańskie.
- 28 czerwca 1914 – zamach na austriackiego następcę tronu arcyksięcia Franciszka Ferdynanda Habsburga.
- 1914–1918 – I wojna światowa.
- 1915– Ludobójstwo Ormian.
- 1916– Ataki rekinów z New Jersey.
- 1916–Akt 5 listopada.
- 1917 – Rewolucja lutowa.
- 1917– Objawienia fatimskie.
- 1917 – rewolucja październikowa.
- 1918 – egzekucja carskiej rodziny Mikołaja II Romanowa.
- 1918 – rozpad Austro-Węgier.
- 1918 – upadek Cesarstwa Niemieckiego – powstanie Niemieckiej Republiki Weimarskiej.
- 1918 – epidemia grypy hiszpanki zabija 20 milionów ludzi.
- Roald Amundsen zdobył biegun południowy.
- Otwarcie Kanału Panamskiego.
- 1919 – Traktat wersalski.
- 1919 – powstanie Ligi Narodów.